# 대한민국 민법 제645조
대한민국 민법 제618조는 임대차의 의의에 대한 민법조문이다.

## 조문
제645조(지상권목적토지의 임차인의 임대청구권, 매수청구권) 전조의 규정은 지상권자가 그 토지를 임대한 경우에 준용한다.

第618條(賃貸借의 意義) 賃貸借는 當事者 一方이 相對方에게 目的物을 使用, 收益하게 할 것을 約定하고 相對方이 이에 對하여 借賃을 支給할 것을 約定함으로써 그 效力이 생긴다.

## 참고 문헌
- 오현수, 일본민법, 진원사, 2014. ISBN 9788963463452
- 오세경, 대법전, 법전출판사 , 2014 ISBN 9788926210277
- 이준현 , LOGOS 민법 조문판례집, 미래가치, 2015. ISBN 9791155020869

## 같이 보기
- 임대차